# Danh sách sân bay tại Triều Tiên
Đây là một danh sách các sân bay tại Cộng hòa Dân chủ Nhân dân Triều Tiên. Bắc Triều Tiên có thể có đến 78 sân bay có thể sử dụng được, mặc dù vậy các bí mật quốc gia đã khiến cho việc xác định số lượng cũng như tình trạng của chúng không thật sự chắc chắn.
Hãng hàng không quốc doanh, Air Koryo, đã gia nhập Hiệp hội Vận tải Hàng không Quốc tế (IATA) vào cuối thập niên 1990, và Bắc Triều Tiên đã tuyên bố một chương trình nhằm nâng cấp một số sân bay đạt tới tiêu chuẩn quốc tế. Tuy nhiên, ngoại trừ Sân bay quốc tế Sunan ở Bình Nhưỡng và một vài sân bay khác hoạt động một cách không đều đặn với các chuyến bay của Air Koryo, hàng không thương mại tại Bắc Triều Tiên trên thực tế không tồn tại và hầu hết sân bay được lập nên là để phục vụ cho mục đích quân sự.

## Sân bay đường băng cứng
- Sân bay quốc tế Sunan (IATA: FNJ, ICAO: ZKPY) là sân bay chính phục vụ Bình Nhưỡng và là cửa ngõ quốc tế chủ yếu của đất nước.
- Sân bay Changjin Up
- Sân bay Hyon Ni
- Sân bay Kaechon
- Sân bay Kang Da Ri
- Sân bay Kangdong
- Sân bay Kuum-Ni
- Sân bay Kyongsong-Chuul
- Sân bay Mirim
- Sân bay Onchon
- Sân bay Panghyon
- Sân bay Samjiyŏn
- Sân bay Sonchon
- Sân bay Sungam Ni
- Sân bay Taechon
- Sân bay T'aet'an-pihaengjang
- Sân bay Uiju

## Căn cứ không quân
- Sân bay Hwangju Trung đoàn máy bay chiến đấu với 44 MiG-19
- Sân bay Hwangsuwon Trung đoàn máy bay chiến đấu với 44 MiG-21
- Sân bay Iwon Trung đoàn máy bay chiến đấu với 38 MiG-21
- Sân bay Koksan Trung đoàn máy bay chiến đấu với 24 MiG-21
- Sân bay Kwail Trung đoàn máy bay chiến đấu với 44 MiG-21
- Sân bay Kwaksan Trung đoàn máy bay chiến đấu với 24 Il-28
- Sân bay Chongjin Trung đoàn máy bay chiến đấu với 44 MiG-19
- Sân bay Pukchang Trung đoàn máy bay chiến đấu với 36 SU-25 và 24 MiG-29
- Sân bay Sondok Trung đoàn máy bay chiến đấu với 24 Il-28
- Sân bay Sunchon Trung đoàn máy bay chiến đấu với 46 MiG-23
- Sân bay Toksan Trung đoàn máy bay chiến đấu với 24 Il-28
- Sân bay Wonsan Trung đoàn máy bay chiến đấu với 72 MiG-19

## Sân bay có đường băng chưa được cứng hóa
- Sân bay Chik-Tong
- Sân bay Ch'o do
- Sân bay Haeju
- Sân bay Hoeyang Đông Nam
- Sân bay Hyesan
- Sân bay Ichon
- Sân bay Ichon Đông Bắc
- Sân bay Ihyon
- Sân bay Kuktong
- Sân bay Kumgang
- Sân bay Maengsan
- Sân bay Manpo
- Sân bay Ongjin
- Sân bay Paegam
- Sân bay Pyongsul Li
- Sân bay Sinuiju
- Sân bay Sohung Nam
- Sân bay Taebuko Ri
- Sân bay Taechon Tây Bắc
- Sân bay Tanchon Nam
- Sân bay Toha Ri Bắc
- Sân bay Unchon Up

## Khác
Sân bay trực thăng Bình Nhưỡng với mã ICAO là ZKKK, được liệt kê với tọa độ 39°01′12″B 125°45′0″Đ / 39,02°B 125,75°Đ  Nhiều tuyến xa lộ cũng có thể tận dụng để làm đường băng cho các máy bay.